# Libertad económica

El Índice de Libertad Económica de 2021 de la Fundación Heritage. En verde, los países con mayor libertad económica y en rojo los países con menor libertad económica.

La libertad económica es el concepto que se deriva de la filosofía política en que todos los ciudadanos e instituciones dentro de un país, estado o comunidad poseen la capacidad de desarrollar su actividad económica bajo reglas de juego (marco legal) no intrusivas en las decisiones económicas, aceptando una regulación inteligente (principios de diseño regulatorio técnicos), que proviene del liberalismo económico. En la formulación clásica de Adam Smith el ser humano se concibe como un individuo cuya motivación es «huir del dolor y buscar el placer» (hedonismo), lo que le hace conducirse, como empujado por una mano invisible hacia el bien común cuando se le deja en libertad (La riqueza de las naciones, 1776).
La teoría supone que la actividad económica individual se decidirá por la producción o el consumo de los productos que el precio haga más atractivos, sin interferencias del Estado o de coaliciones de grandes intereses que impidan el funcionamiento del mercado libre. De esta manera, el precio de un producto, determinado por el juego de la oferta y la demanda que así regulan la abundancia o escasez del producto o servicio estimulará o retraerá su consumo o producción y se obtendrá de forma espontánea la autorregulación del mercado. Esta institución del mercado se presume de existencia natural, y respondería al libre juego de la oferta y demanda en libre competencia o competencia perfecta.
La crítica a este concepto se produce desde ópticas contrarias al liberalismo, que constatan que mientras los individuos económicamente fuertes poseen tierra o capital y pueden tomar todo tipo de decisiones sobre producción o consumo y hacer frente exitosamente a la competencia en el mercado, los más débiles, los trabajadores que solo disponen de su fuerza de trabajo al no disponer de capital ni tierra se ven abocados por la competencia al límite de la subsistencia, teniendo que competir para vender su fuerza de trabajo.
Sin embargo sus defensores sostienen que la libertad económica es parte de los derechos individuales inalienables a los seres humanos, y que regularla o prohibirla supone entregar más poder al Estado, cómo sentenció Ludwig von Mises «o la demanda de los consumidores al manifestarse en el mercado decide para qué propósitos y cómo deben ser empleados los factores de la producción, o el Gobierno se encarga de estos asuntos».

## Conceptos derivados
De esta libertad económica, se derivan:
- El librecambismo en las relaciones comerciales internacionales.
- La libertad de empresa en el interior de cada país, sin que deba ser regulada por la actividad de gremios, sindicatos que fuercen a una negociación colectiva o corporaciones empresariales que eviten la competencia.
- Cada empresa debería surgir de la iniciativa privada de un empresario individual (libre empresa), y no del intervencionismo del Estado ni de una economía planificada.
- Se postulan como exigencias de la libertad económica:
  - la propiedad privada (sin obstáculos a su adquisición, uso irrestricto y libre transmisión, como pueden ser las formas de propiedad feudal: vinculaciones, los mayorazgos, las manos muertas, los bienes comunales, cercamientos, formas de explotación colectiva...)
  - y el contrato libre (lo que va en contra de la negociación colectiva y los sindicatos)

La Revolución liberal tendió a suprimir todos los obstáculos que el Antiguo Régimen oponía a la libertad económica, no sin grandes resistencias de distintas fuerzas sociales y de las estructuras tradicionales.

### La libre empresa y el empresario
La determinación del papel de ese empresario: si arriesga su propio capital (y por tanto coincide con el capitalista); o si su función consiste en reunir los medios de producción (tierra, capital y trabajo); o si su papel es el de la gestión, ha sido desarrollada por economistas posteriores.

## Las crisis, las teorías económicas y la libertad económica
El fenómeno de las crisis cíclicas, que aparentemente contradecían el modelo de Smith y que para Karl Marx eran una de las contradicciones internas inherentes al modo de producción capitalista, pasó a ser uno de los más estudiados, y llevó a economistas como John Maynard Keynes a proponer la intervención del estado para su superación mediante políticas anticíclicas (en Estados Unidos, el New Deal del presidente Roosevelt tras la crisis de 1929 y la Gran Depresión, y en Europa Occidental, las políticas socialdemócratas y la creación del Mercado Común Europeo). El enfrentamiento geopolítico entre la Unión Soviética y los Estados Unidos (Guerra Fría) dividió el mundo posterior a la Segunda Guerra Mundial en economías planificadas desde una orientación marxista y economías libres; e incluso éstas, a pesar de ser capitalistas y fomentar la iniciativa privada, estaban sometidas a una fuerte intervención de los estados, con grandes empresas públicas y, en algunos casos (Francia, España) con la denominada planificación indicativa. Durante tres décadas, el keynesianismo fue la teoría más cercana a constituirse en paradigma dominante, con autores como Joseph Alois Schumpeter o John Kenneth Galbraith (introducidos en España por Fabián Estapé, comisario del Plan de Desarrollo).
La crisis de 1973, con un fenómeno de stagflación (stagflaction: inflación con estancamiento del PIB, es decir, sin crecimiento de la producción), puso en cuestión las políticas keynesianas y dio lugar al neoliberalismo a partir de los años 1980, con las aportaciones teóricas de Friedrich Hayek, Milton Friedman, la escuela de Chicago y el monetarismo. Su traslado a la política fue a cargo de Ronald Reagan en Estados Unidos y de Margaret Thatcher en el Reino Unido, y se expandió de forma triunfante desde la caída del muro de Berlín, en lo que también se ha denominado revolución conservadora o neoconservadurismo (neocons). Tras la crisis, la reconversión y reestructuración industrial, se sucedieron las privatizaciones de empresas públicas en los países europeos. Como fenómeno a escala mundial, se ha extendido mediante la globalización, con mayor o menor pureza conceptual, en el crecimiento acelerado de los NIC (países recientemente industrializados), los cuatro conocidos como BRIC (Brasil, Rusia, India y China) y las llamadas economías en transición (los antiguos países comunistas).
El crecimiento ha venido acompañado de sucesivas crisis iniciadas en alguno de esos países, y extendidas mediante movimientos especulativos de capital garantizados en parte importante por el intervencionismo estatal debido a la expansión monetaria de los bancos centrales del mundo (incontrolables como consecuencia de la misma globalización y acelerados por las mejoras tecnológicas de la revolución de las comunicaciones) como crisis financieras internacionales: crisis económica de México de 1994 (llamada Efecto Tequila); crisis de los países del Sureste Asiático en 1997; y la reciente crisis hipotecaria de 2007 en Estados Unidos, posiblemente conectada con la crisis bursátil de enero de 2008.

## Índices de libertad económica
Los estudios Índice de Libertad Económica (en inglés, Index of Economic Freedom, IEF) y Libertad Económica del Mundo (Economic Freedom of the World, EFW), de periodicidad anual, son dos índices que tratan de medir el grado de libertad económica en los distintos países de todo el mundo.
El informe Libertad Económica en el Mundo busca medir la consistencia de las instituciones y políticas públicas de varios países con el intercambio voluntario y otras dimensiones de la libertad económica. Este reporte es copublicado por el Cato Institute, el Fraser Institute de Canadá, el periódico El Economista y más de 70 institutos alrededor del mundo.
El primer Libertad Económica en el Mundo, publicado en 1996, fue el resultado de una década de investigaciones.
Libertad Económica en el Mundo utiliza 42 criterios distintos para crear un índice que califica a los países alrededor del mundo sobre la base de sus políticas promotoras de la libertad económica. El índice descompone la libertad económica en cinco áreas: (1) el tamaño del Estado; (2) estructura jurídica y garantía de los derechos de propiedad; (3) acceso a una moneda sana; (4) la libertad de comercio internacional; y (5) la regulación crediticia, laboral y de la empresa.
Libertad económica en el mundo es elaborado por el profesor James Gwartney, académico de Florida State University, Robert Lawson, profesor asociado de Finanzas en Auburn University y Joshua C. Hall, profesor adjunto del Departamento de Economía y Administración de Empresas del Beloit College. Aquí puede acceder el mapa interactivo de libertad económica.